# Cloritoide
El cloritoide es un mineral del grupo de los Silicatos, subgrupo Nesosilicatos. Es un silicato de hierro y aluminio, denominado también filita, aunque no debe confundirse con la roca que tiene este mismo nombre y que no tiene nada que ver con él.
Su aspecto es el de masas de cristalitos foliados con aspecto de mica.
Se describió por primera vez en 1837 en localidades de la región de los Montes Urales, en Rusia.

## Ambiente de formación
Es un mineral que sólo aparece en las rocas metamórficas regionales de bajo grado, las cuales son ricas en metales como el hierro, aluminio, manganeso, magnesio, etc. También puede formarse en rocas de mármol formadas por metamorfismo de contacto, donde puede aparecer asociado con cuarzo y corindón.

## Localización y extracción
El cloritoide abunda en los montes Urales (Rusia), en yacimientos de esmeril en Esmirna (Turquía) y en esquistos con glaucofana en Noruega.
Este mineral no tiene un interés comercial, por lo que sólo se extrae con interés científico y coleccionístico.